# Cayos Perlas
Cayos Perlas (en: Pearl Cays) är en ögrupp och ett viltreservat bestående av ett tjugotal små öar och korallrev i Karibiska havet. De ligger i kommunen Laguna de Perlas, Nicaragua, mellan två och 22 kilometer utanför fastlandet. De palmbeklädda öarna har fina vita sandstränder.

## Öar

Grape Cay

Öarnas storlek varierar mellan 1 och 5 hektar, med en total yta av cirka 40 hektar. De två största är de nordliga öarna Tang Wira Cay och Little Tang Wira Cay. I norr ligger även Askill Cay, Little Askill Cay, Buttonwood Cay, Black Mangrove Cay, Billbird Cay och Water Cay. Centralt i ögruppen ligger en grupp av sju öar: Wild Cane Cay, Grape Cay, Vincent Cay, Lime Cay, Crawl Cay, Maria Crown Cam Cay and Baboon Cay. Längs från fastlandet, i sydost, ligger Seal Cay. I söder ligger även Compass Reef, Columbilla Cay, och närmast fastlandet, Maroon Cay.
Några av öarna har sålts till utlänningar, men under protester, då öarna alltid har varit lokalbefolkningens gemensamma egendom. Ögruppen är obebodd, men har två små exklusiva turistanläggningar på Lime Cay (Calala Island) respektive Grape Cay (Pink Pearl).

## Naturskyddsområde

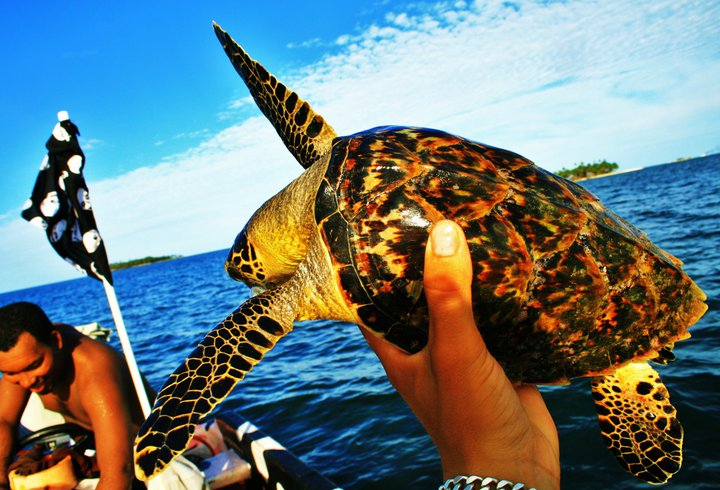
Karettsköldpadda vid Grape Cay

Cayos Perlas och det omkringliggande havsområdet är sedan 2010 ett 1469 km2 stort viltreservat vid namn Refugio de vida silvestre Cayos Perlas. Öarna är bland annat viktiga för de utrotningshotade karettsköldpaddorna, som gräver ner sina ägg på öarnas stränder.